# Circonscription d'Héraklion
La circonscription d’Héraklion (en grec : Εκλογική περιφέρεια Ηρακλείου) est une circonscription législative de la Grèce. Elle correspond au territoire du nome d'Héraklion. Elle compte 250 886 électeurs inscrits en janvier 2015.

Situation de la circonscription d'Héraklion

## Élections législatives de mai 2012

### Résultats
La circonscription d'Héraklion élit huit députés en mai 2012. Les élections ont lieu au scrutin proportionnel plurinominal avec prime majoritaire et un seuil de représentation de 3 % des suffrages exprimés au niveau national.
182 064 électeurs se sont exprimés sur 251 089 inscrits, soit un taux de participation de 72,51 %. Parmi les vingt-six listes candidates, six listes obtiennent au moins un siège dans la circonscription.
| Rang | Liste                              | Nombre de voix | Pourcentage des voix | Nombre de sièges |
| ---- | ---------------------------------- | -------------- | -------------------- | ---------------- |
| 1    | Mouvement socialiste panhellénique | +34 250,       | 19,23 %              | 1                |
| 2    | SYRIZA                             | +28 324,       | 15,90 %              | 1                |
| 3    | Grecs indépendants                 | +22 822,       | 12,82 %              | 1                |
| 4    | Gauche démocrate                   | +16 583,       | 9,31 %               | 1                |
| 5    | Nouvelle Démocratie                | +16 260,       | 9,13 %               | 3                |
| 6    | Alliance démocrate                 | +14 438,       | 8,11 %               | 0                |
| 7    | Parti communiste de Grèce          | +11 520,       | 6,47 %               | 1                |
| 8    | Verts écologistes                  | +07 562,       | 4,25 %               | 0                |
| 9    | Aube dorée                         | +04 680,       | 2,63 %               | 0                |

### Députés

#### Mouvement socialiste panhellénique
La liste du Mouvement socialiste panhellénique est en tête et obtient un siège.
| Rang | Nom                   | Nombre de voix |
| ---- | --------------------- | -------------- |
| 1    | Evángelos Venizélos   | +34 250,       |
| 2    | Vassilios Kéguéroglou | +11 564,       |

Le président du parti Evángelos Venizélos choisit de siéger pour la première circonscription de Thessalonique ; Vassilios Kéguéroglou devient député pour la circonscription d'Héraklion.

#### SYRIZA
La liste de la SYRIZA est deuxième et obtient un siège.
| Rang | Nom                 | Nombre de voix |
| ---- | ------------------- | -------------- |
| 1    | Michaïl Kritsotákis | +09 093,       |

#### Grecs indépendants
La liste des Grecs indépendants est troisième et obtient un siège.
| Rang | Nom          | Nombre de voix |
| ---- | ------------ | -------------- |
| 1    | Nótis Mariás | +10 447,       |

#### DIMAR
La liste de la DIMAR est quatrième et obtient un siège.
| Rang | Nom                     | Nombre de voix |
| ---- | ----------------------- | -------------- |
| 1    | Ioánnis Micheloyannákis | +09 133,       |

#### Nouvelle Démocratie
La liste de la Nouvelle Démocratie est cinquième et obtient trois sièges.
| Rang | Nom                   | Nombre de voix |
| ---- | --------------------- | -------------- |
| 1    | Manólis Kefaloyiánnis | +10 020,       |
| 2    | Maximos Sénétakis     | +04 312,       |
| 3    | Georgios Diktakis     | +04 043,       |

#### Parti communiste de Grèce
La liste du Parti communiste de Grèce est septième et obtient un siège.
| Rang | Nom                   | Nombre de voix |
| ---- | --------------------- | -------------- |
| 1    | Emmanouíl Syndychákis | +04 122,       |

## Élections législatives de juin 2012

### Résultats
La circonscription d'Héraklion élit huit députés en juin 2012. Les sièges sont répartis à l'issue d'un scrutin proportionnel plurinominal avec prime majoritaire entre les listes ayant obtenu au moins 3 % des suffrages exprimés au niveau national.
173 688 électeurs se sont exprimés sur 250 929 inscrits, soit un taux de participation de 69,22 %. Parmi les dix-neuf listes candidates, cinq listes obtiennent au moins un siège dans la circonscription.
| Rang | Liste                              | Nombre de voix | Pourcentage des voix | Nombre de sièges |
| ---- | ---------------------------------- | -------------- | -------------------- | ---------------- |
| 1    | SYRIZA                             | +57 816,       | 33,61 %              | 2                |
| 2    | Nouvelle Démocratie                | +34 491,       | 20,05 %              | 3                |
| 3    | Mouvement socialiste panhellénique | +32 005,       | 18,61 %              | 1                |
| 4    | Grecs indépendants                 | +13 770,       | 8,01 %               | 1                |
| 5    | Gauche démocrate                   | +13 520,       | 7,86 %               | 1                |
| 6    | Aube dorée                         | +05 936,       | 3,45 %               | 0                |
| 7    | Parti communiste de Grèce          | +05 119,       | 2,98 %               | 0                |

### Députés

#### SYRIZA
La liste de la SYRIZA est en tête et obtient deux sièges.
| Rang | Nom                 |
| ---- | ------------------- |
| 1    | Michaïl Kritsotákis |
| 2    | Maria Diakaki       |

#### Nouvelle Démocratie
La liste de la Nouvelle Démocratie est deuxième et obtient trois sièges.
| Rang | Nom                   |
| ---- | --------------------- |
| 1    | Manólis Kefaloyiánnis |
| 2    | Elefthérios Avyenákis |
| 3    | Maximos Sénétakis     |

#### Mouvement socialiste panhellénique
La liste du Mouvement socialiste panhellénique est troisième et obtient un siège.
| Rang | Nom                   |
| ---- | --------------------- |
| 1    | Evángelos Venizélos   |
| 2    | Vassilios Kéguéroglou |

Le président du parti Evángelos Venizélos choisit de siéger pour la première circonscription de Thessalonique ; Vassilios Kéguéroglou devient député pour la circonscription d'Héraklion.

#### Grecs indépendants
La liste des Grecs indépendants est quatrième et obtient un siège.
| Rang | Nom          |
| ---- | ------------ |
| 1    | Nótis Mariás |

#### DIMAR
La liste de la DIMAR est cinquième et obtient un siège.
| Rang | Nom                     |
| ---- | ----------------------- |
| 1    | Ioánnis Micheloyannákis |

## Élections législatives de janvier 2015

### Résultats
La circonscription d'Héraklion élit huit députés en janvier 2015. Les sièges sont répartis à l'issue d'un scrutin proportionnel plurinominal avec prime majoritaire entre les listes ayant obtenu au moins 3 % des suffrages exprimés au niveau national.
181 210 électeurs se sont exprimés sur 250 886 inscrits, soit un taux de participation de 72,23 %. Parmi les dix-sept listes candidates, six listes obtiennent au moins un siège dans la circonscription.
| Rang | Liste                                | Nombre de voix | Pourcentage des voix | Nombre de sièges |
| ---- | ------------------------------------ | -------------- | -------------------- | ---------------- |
| 1    | SYRIZA                               | +84 768,       | 47,85 %              | 3                |
| 2    | Nouvelle Démocratie                  | +32 835,       | 18,53 %              | 1                |
| 3    | La Rivière                           | +13 942,       | 7,87 %               | 1                |
| 4    | Mouvement socialiste panhellénique   | +10 464,       | 5,91 %               | 1                |
| 5    | Mouvement des socialistes démocrates | +09 023,       | 5,09 %               | 0                |
| 6    | Grecs indépendants                   | +07 748,       | 4,37 %               | 1                |
| 7    | Parti communiste de Grèce            | +06 894,       | 3,89 %               | 1                |
| 8    | Aube dorée                           | +04 970,       | 2,81 %               | 0                |

Le Mouvement des socialistes démocrates n'est pas représenté au Parlement car il n'a pas atteint le seuil de 3 % des suffrages exprimés au niveau national.

### Députés
La répartition des sièges au sein de chaque liste élue dépend du nombre de voix obtenues individuellement par chaque candidat, suivant le système du vote préférentiel. Dans la circonscription d'Héraklion, les listes peuvent comporter jusqu'à onze candidats. Les électeurs peuvent exprimer un vote préférentiel pour un maximum de trois candidats sur la liste pour laquelle ils votent.

#### SYRIZA
La liste de la SYRIZA est en tête et obtient trois sièges.
| Rang | Nom                      | Nombre de voix |
| ---- | ------------------------ | -------------- |
| 1    | Ioannis Michelogiannakis | +27 021,       |
| 2    | Sokratis Vardakis        | +25 170,       |
| 3    | Michaïl Kritsotákis      | +25 069,       |

#### Nouvelle Démocratie
La liste de la Nouvelle Démocratie est deuxième et obtient un siège.
| Rang | Nom                   | Nombre de voix |
| ---- | --------------------- | -------------- |
| 1    | Eleftherios Avgenakis | +18 072,       |

#### La Rivière
La liste de La Rivière est troisième et obtient un siège.
| Rang | Nom               | Nombre de voix |
| ---- | ----------------- | -------------- |
| 1    | Spyridon Danellis | +03 699,       |

#### Mouvement socialiste panhellénique
La liste du Mouvement socialiste panhellénique est quatrième et obtient un siège.
| Rang | Nom                   | Nombre de voix |
| ---- | --------------------- | -------------- |
| 1    | Vassilios Kéguéroglou | +07 515,       |

#### Grecs indépendants
La liste des Grecs indépendants est sixième et obtient un siège.
| Rang | Nom                | Nombre de voix |
| ---- | ------------------ | -------------- |
| 1    | Kostís Damavolítis | +02 793,       |

#### Parti communiste de Grèce
La liste du Parti communiste de Grèce est septième et obtient un siège.
| Rang | Nom                   | Nombre de voix |
| ---- | --------------------- | -------------- |
| 1    | Emmanouil Syndychakis | +02 980,       |